# 王凤岐 (1941年)
王凤岐（1941年8月—2013年4月19日），男，内蒙古自治区敖汉旗人，中华人民共和国政治人物。

## 生平
毕业于内蒙古党校师资班。1980年11月至1983年5月，任巴林右旗委副书记、旗长。1986年6月至1988年9月，任赤峰市副市长，1988年9月至1989年9月，任赤峰市委副书记、代市长、市长，1989年9月至1995年1月，任包头市委副书记、市长，1995年1月至2001年11月，任内蒙古自治区副主席。2001年11月至2009年4月，任内蒙古自治区人大常委会副主任。2013年4月19日在北京逝世，享年72岁。